# Paul Parkman
Paul Douglas Parkman (Auburn, 29 de mayo de 1932-Auburn, 7 de mayo de 2024) fue un médico, científico y virólogo estadounidense. Fue uno de los desarrolladores de la vacuna contra la rubéola.

## Primeros años y educación
Paul Douglas Parkman nació en Auburn, Nueva York, hijo de Stuart Parkman, empleado de correos, y Mary (Klumpp) Parkman, ama de casa. Él, su hermano y su hermana se criaron en Weedsport, Nueva York. Parkman sufrió de alergias y asma cuando era niño. En 1950, se graduó de la Escuela Central Weedsport.
En 1955, Parkman se casó con Elmerina Leonardi, a quien había conocido en el jardín de infancia. En 1957, recibió una licenciatura en premedicina de la Universidad de St. Lawrence y un título de médico del Centro de Ciencias de la Salud de la Universidad Estatal. Hizo una pasantía en el Hospital Mary Imogene Bassett en Cooperstown, Nueva York, antes de regresar a la Universidad Estatal como médico residente pediátrico.

## Carrera

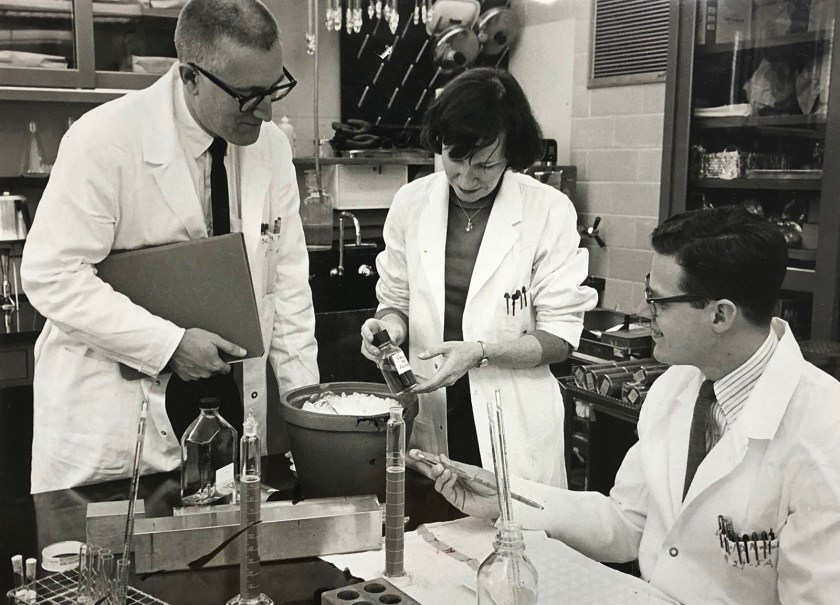
Harry M. Meyer, Jr. (cabello claro), Parkman (cabello oscuro) y Hope E. Hopps del Laboratorio de Inmunología Viral, División de Estándares Biológicos trabajando con antígeno de rubéola en un laboratorio c. 1965.

En 1960, Parkman se unió al Cuerpo Médico del Ejército como capitán. Como parte del Cuerpo, Parkman trabajó en el Instituto de Investigación del Ejército Walter Reed en Silver Spring, Maryland, donde se interesó por la virología. Formó parte del equipo de Walter Reed que identificó y aisló el virus de la rubéola. El ejército no estaba en gran medida interesado en la investigación, ya que la rubéola no era una amenaza para quienes servían en el ejército. Sin embargo, cuando Parkman se unió a los Institutos Nacionales de Salud (NIH) en 1963, mostraron interés en su investigación.
En 1965, Parkman y su equipo iniciaron ensayos clínicos de una vacuna contra la rubéola en Arkansas. En 1966, él y sus colegas anunciaron la creación de una vacuna contra la rubéola, y en 1967, anunciaron la creación de una prueba de anticuerpos contra la rubéola. En 1969, se autorizó comercialmente una vacuna que utilizaba su virus aislado. Él y su equipo no monetizaron sus patentes y querían que la vacuna estuviera disponible gratuitamente.
Parkman se convirtió en jefe de virología general del NIH. Mantuvo el cargo hasta 1972, cuando el departamento fue «absorbido por la Administración de Alimentos y Medicamentos» (FDA).  Luego trabajó en el Centro de Evaluación e Investigación de Productos Biológicos de la FDA, donde se desempeñó como director de 1987 a 1990. Como director, se ocupó de las políticas para las pruebas del VIH/sida, aprobó una vacuna contra la meningitis bacteriana y aumentó el control de los bancos de sangre. Parkman se jubiló en 1990.
Después de su retiro de la FDA, Parkman trabajó con compañías farmacéuticas y la Organización Mundial de la Salud como consultor, y se jubiló nuevamente a mediados de la década de 2010.

## Últimos años y muerte
En 2021, Parkman abogó por que las personas recibieran la vacuna contra la COVID-19.
Parkman murió de leucemia linfoide en su casa de Auburn, Nueva York, el 7 de mayo de 2024, a la edad de 91 años.

## Legado
En 1988, el artista del vidrio Dan Dailey creó el Parkman Coupe, una obra de arte en vidrio y bronce que celebra el trabajo de Parkman con la rubéola. En 1999, Parkman y su esposa donaron la pieza al Museo Smithsoniano de Arte Americano.
Parkman fue el primer ganador del premio Graduado Distinguido de Weedsport Central School.